# カール・フランプトン
カール・フランプトン（Carl Frampton、1987年2月21日 - ）は、北アイルランドの元プロボクサー。ベルファスト出身。元WBAスーパー・IBF世界スーパーバンタム級統一王者。元WBAスーパー・WBO暫定世界フェザー級王者。世界2階級制覇王者。
アウトボクシングを器用にこなし、右のカウンターフックで倒すことも出来る選手。愛称はThe Jackal（ジャッカル）とBrick Fists（煉瓦の拳）。

## 来歴

### アマチュア時代
大きな実績は無いが、アマチュア時代の戦績は100勝以上して8敗。

### プロ時代

#### スーパーバンタム級
2009年6月12日、リヴァプールのリヴァプール・オリンピアでデビュー戦を行い、初回にダウンを奪うと2回にも2度ダウンを奪ってレフェリーストップがかかり試合終了。2回2分3秒TKO勝ちでデビュー戦を白星で飾った。
2010年12月3日、ベルファストのアルスター・ホールでギャビン・リードとBBBofCケルトスーパーバンタム級王座決定戦を行い、2回2分29秒TKO勝ちを収め王座獲得に成功した。
2011年6月4日、ウェールズカーディフのモーターポイント・アリーナ・カーディフでロビー・ターキーと対戦し、10回3-0（98-91、96-93、98-92）の判定勝ちを収め初防衛に成功した。
2011年9月10日、ベルファストのオデッセイ・アリーナでコモンウェルスイギリス連邦スーパーバンタム級王座決定戦をマーク・クオンを行い、4回1分11秒TKO勝ちを収め王座獲得に成功した。
2012年1月28日、ロンドンのヨーク・ホールでクリス・ヒューズと対戦し、7回48秒TKO勝ちを収め初防衛に成功した。
2012年3月17日、シェフィールドのモーター・ポイント・アリーナ・シェフィールドでプロスパー・アンクラーと対戦し2回2分45秒KO勝ちを収め2度目の防衛に成功した。
2012年5月26日、ノッティンガムのノッティンガム・アリーナでIBF世界スーパーバンタム級10位のラウル・イラレスとIBFインターコンチネンタルスーパーバンタム級王座決定戦を行い、12回3-0（120-108、119-109×2）の判定勝ちを収め王座獲得に成功した。
2012年9月22日、ベルファストのオデッセイ・アリーナで元IBF世界スーパーバンタム級王者でIBF世界スーパーバンタム級11位のスティーブ・モリターと対戦し、6回2分21秒TKO勝ちを収めIBFインターコンチネンタル王座は初防衛、コモンウェルス王座は3度目の防衛に成功した。
2013年2月9日、ベルファストのオデッセイ・アリーナでEBUスーパーバンタム級王者のキコ・マルチネスと対戦し、9回2分46秒TKO勝ちを収めIBFインターコンチネンタル王座は2度目の防衛、EBU王座を獲得した。
2013年10月19日、ベルファストでジェレミー・パロディと対戦し、6回2分59秒KO勝ちを収めIBFインターコンチネンタル王座は3度目、EBU王座の初防衛に成功した。
2014年4月4日、ベルファストのオデッセイ・アリーナで元世界2階級制覇王者ウーゴ・カサレスとWBC世界スーパーバンタム級決定戦を行い、2回1分38秒KO勝ちを収めレオ・サンタ・クルスへの挑戦権を獲得した。
2014年9月6日、ベルファストのタイタニック・クオーターでIBF世界スーパーバンタム級王者のキコ・マルチネスと1年2ヵ月振りに対戦し、12回3-0（119-108×2、118-111）の判定勝ちを収め王座獲得をした。
2015年2月28日、オデッセイ・アリーナで指名挑戦者のクリス・アバロスと対戦し、5回1分33秒TKO勝ちを収め初防衛に成功した。試合後リングサイドで観戦したクィッグとリングでインタビューに応じ年内に王座統一戦を実現させることをファンに誓った。イギリスの地上波放送局ITVがこの試合を放送して110万人が視聴した。
2015年5月28日、アル・ヘイモンとアドバイザー契約を交わしたことを発表。
2015年7月18日、テキサス州エルパソのドン・ハスキンス・コンベンションセンターでIBF世界スーパーバンタム級13位のアレハンドロ・ゴンサレス・ジュニアと対戦し、12回3-0（116-108×2、115-109）の判定勝ちを収め2度目の防衛に成功した。
2016年1月7日、WBAは同年2月7日にスコット・クィッグとカール・フランプトンの間で行われる王座統一戦の勝者（引き分けた時はクィッグ）はWBA世界スーパーバンタム級休養王者ギレルモ・リゴンドウと王座統一戦を行うよう指令を出した。
2016年2月27日、マンチェスターのマンチェスター・アリーナでWBA世界スーパーバンタム級王者スコット・クィッグと王座統一戦を行い、クィッグの後半の追い上げを振り切り12回2-1（116-112×2、113-115）の判定勝ちを収めIBF王座は3度目の防衛、WBA王座を獲得した。
2016年2月29日、WBAは改めてカール・フランプトン対スコット・クィッグの勝者に対しWBA世界スーパーバンタム級休養王者ギレルモ・リゴンドウと王座統一戦を行うよう指令を出したが、フランプトンはWBA世界フェザー級スーパー王者レオ・サンタ・クルスとの対戦を希望した。
2016年3月21日、WBAの2016年2月度の月間優秀選手賞に選出された。
2016年4月7日、WBAはWBA世界スーパーバンタム級休養王者ギレルモ・リゴンドウと王座統一戦を行うことを条件にクィッグ戦を承認したにもかかわらず、クィッグ戦に勝利したフランプトンがリゴンドウとの王座統一戦に応じようとしなかった為、フランプトンからWBA世界スーパーバンタム級スーパー王座を剥奪した。
2016年4月28日、フランプトンは2階級制覇を目指す為、IBF世界スーパーバンタム級王座を返上した。

#### フェザー級
2016年7月30日、バークレイズ・センターでWBA世界フェザー級スーパー王者レオ・サンタ・クルスと対戦し、12回2-0（114-114、116-112、117-111）の判定勝ちを収め2階級制覇を達成した。
2016年8月11日、WBAはフランプトンをWBAの2016年7月度の月間MVPに選出した。
2016年12月30日、PBCがフランプトンを2016年のPBCファイター・オブ・ザ・イヤーに選出した。
2017年1月17日、リングマガジンはフランプトンを2016年度のリングマガジン ファイター・オブ・ザ・イヤーに選出した。
2017年1月28日、MGMグランド・ガーデン・アリーナで元WBA世界フェザー級スーパー王者でWBA世界フェザー級2位のレオ・サンタ・クルスと再戦し、プロ初黒星となる12回0-2（113-115×2、114-114）の判定負けを喫し初防衛に失敗、王座から陥落した。
2017年7月28日、翌29日にベルファストのSSEアリーナでWBC世界フェザー級8位のアンドレス・グティエレスとWBC世界フェザー級挑戦者決定戦を行う予定だったが、前日計量でフランプトンがフェザー級の規定体重である126ポンドを１ポンド超過の127ポンドを計測し計量失格、さらにグティエレスがホテルでシャワーを浴びようとして転倒し歯を数本折り鼻やアゴを深くカットしたため試合は中止となった。
2017年9月24日、バリー・マクギガンのサイクロン・プロモーションズを離脱してフランク・ウォーレンのクィーンズ・ベリープロモーションズと契約。また、トレーナーもバリー・マクギガンの息子のシェーン・マクギガンからジェイミー・ムーアに変更した。
2017年11月18日、ベルファストのSSEアリーナでオラシオ・ガルシアとフェザー級10回戦を行い、7回にダウンを奪われるが10回3-0（98-93、97-93、96-93）の判定勝ちを収め再起した。
2017年11月26日、バリー・マクギガンがサイクロン・プロモーションズを離脱したのは契約違反であるとしてフランプトンに対して訴訟を起こした。
2018年4月21日、ベルファストのSSEアリーナで元5階級制覇王者でWBO世界フェザー級8位のノニト・ドネアとWBO世界フェザー級暫定王座決定戦を行い、12回3-0（117-111×3）の判定勝ちを収めWBAに続く王座を獲得した。
2018年12月22日、マンチェスター・アリーナでIBF世界フェザー級王者のジョシュ・ワーリントンと対戦し、12回0-3（113-116、112-116×2）の判定負けを喫した。
2019年3月17日、ボブ・アラムのトップランク社と契約を結んだ。
2019年8月10日、エマニュエル・ドミンゲスと対戦予定だったが試合4日前の8月6日に滞在していたホテルのロビーで、飾ってあったコンクリート製の柱の装飾品が倒れてきてフランプトンの左手を直撃し、左手小指の中手骨を骨折したために試合欠場となった。

#### スーパーフェザー級
2019年11月30日、ラスベガスのザ・コスモポリタン内チェルシー・ボール・ルームでタイラー・マクレアリーとスーパーフェザー級10回戦を行い、10回3-0（100-88×3）の判定勝ちを収めスーパーフェザー級転向戦を制した。フランプトンはこの試合中に、ホテルロビーの事故で骨折した左手小指の中手骨を再び骨折、さらに右手中指の中手骨も骨折して手術を受けた。
2020年11月、サイクロン・プロモーションズを離脱した際にバリー・マクギガンから起こされていた訴訟が和解に達した。
2021年4月3日、ドバイにてWBO世界スーパーフェザー級王者ジャメル・ヘリングと対戦し、6回1分40秒TKO負けを喫し3階級制覇に失敗した。試合後にリング上のインタビューでフランプトンは引退を表明した。

## 戦績
- プロボクシング：31戦 28勝 (16KO) 3敗

| 戦           | 日付           | 勝敗 | 時間    | 内容    | 対戦相手                           | 国籍           | 備考 |
| ------------ | -------------- | ---- | ------- | ------- | ---------------------------------- | -------------- | --- |
| 1            | 2009年6月12日  | ☆    | 2R 2:03 | TKO     | サンドール・シナベル               | ハンガリー     | プロデビュー戦                                                                                             |
| 2            | 2009年9月4日   | ☆    | 4R      | 判定3-0 | ヤニス・ラクラウト                 | フランス       | |
| 3            | 2009年11月6日  | ☆    | 3R 1:26 | TKO     | イグナック・カッシャイ             | ハンガリー     | |
| 4            | 2010年2月12日  | ☆    | 4R      | 判定3-0 | ヨアン・ボワイヨ                   | フランス       | |
| 5            | 2010年3月5日   | ☆    | 1R 0:48 | TKO     | イストバン・サボ                   | ハンガリー     | |
| 6            | 2010年6月11日  | ☆    | 6R      | 判定3-0 | イアン・バイリー                   | イギリス       | |
| 7            | 2010年9月18日  | ☆    | 3R 2:43 | TKO     | ユーリー・ボロニン                 | ウクライナ     | |
| 8            | 2010年12月3日  | ☆    | 2R 2:29 | TKO     | ギャビン・リード                   | イギリス       | BBBofCケルトスーパーバンタム級王座決定戦                                                                   |
| 9            | 2011年3月5日   | ☆    | 4R 2:20 | TKO     | オスカー・チャシン                 | ベネズエラ     | |
| 10           | 2011年6月4日   | ☆    | 10R     | 判定3-0 | ロビー・ターリー                   | イギリス       | BBBofCケルト防衛1                                                                                          |
| 11           | 2011年9月10日  | ☆    | 4R 1:11 | TKO     | マーク・クオン                     | オーストラリア | コモンウェルス英連邦スーパーバンタム級王座決定戦                                                           |
| 12           | 2012年1月28日  | ☆    | 7R 0:48 | TKO     | クリス・ヒューズ                   | イギリス       | コモンウェルス英連邦防衛1                                                                                  |
| 13           | 2012年3月17日  | ☆    | 2R 2:45 | KO      | プロスパー・アンクラ               | ガーナ         | コモンウェルス英連邦防衛2                                                                                  |
| 14           | 2012年5月26日  | ☆    | 12R     | 判定3-0 | ラウル・イラレス                   | メキシコ       | IBFインターコンチネンタルスーパーバンタム級王座決定戦                                                      |
| 15           | 2012年9月22日  | ☆    | 6R 2:21 | TKO     | スティーブ・モリター               | カナダ         | IBFインターコンチネンタル防衛1・コモンウェルス英連邦防衛3                                                  |
| 16           | 2013年2月9日   | ☆    | 9R 2:46 | TKO     | キコ・マルチネス                   | スペイン       | IBFインターコンチネンタル・EBU欧州スーパーバンタム級王座統一戦 IBFインターコンチネンタル防衛2・EBU欧州獲得 |
| 17           | 2013年10月19日 | ☆    | 6R 2:59 | KO      | ジェレミー・パロディ               | フランス       | IBFインターコンチネンタル防衛3・EBU欧州防衛1                                                               |
| 18           | 2014年4月4日   | ☆    | 2R 1:38 | KO      | ウーゴ・カサレス                   | メキシコ       | WBC世界スーパーバンタム級挑戦者決定戦                                                                      |
| 19           | 2014年9月6日   | ☆    | 12R     | 判定3-0 | キコ・マルチネス                   | スペイン       | IBF世界スーパーバンタム級タイトルマッチ                                                                    |
| 20           | 2015年2月28日  | ☆    | 5R 1:33 | TKO     | クリス・アバロス                   | アメリカ合衆国 | IBF防衛1                                                                                                   |
| 21           | 2015年7月18日  | ☆    | 12R     | 判定3-0 | アレハンドロ・ゴンサレス・ジュニア | メキシコ       | IBF防衛2                                                                                                   |
| 22           | 2016年2月27日  | ☆    | 12R     | 判定3-0 | スコット・クィッグ                 | イギリス       | WBA・IBF世界スーパーバンタム級王座統一戦 WBA獲得・IBF防衛3                                                 |
| 23           | 2016年7月30日  | ☆    | 12R     | 判定2-0 | レオ・サンタ・クルス               | メキシコ       | WBAスーパー・世界フェザー級タイトルマッチ                                                                  |
| 24           | 2017年1月28日  | ★    | 12R     | 判定0-2 | レオ・サンタ・クルス               | メキシコ       | WBA陥落 |
| 25           | 2017年11月18日 | ☆    | 10R     | 判定3-0 | オラシオ・ガルシア                 | メキシコ       | |
| 26           | 2018年4月21日  | ☆    | 12R     | 判定3-0 | ノニト・ドネア                     | フィリピン     | WBO世界フェザー級暫定王座決定戦                                                                            |
| 27           | 2018年8月18日  | ☆    | 9R 1:21 | TKO     | ルーク・ジャクソン                 | オーストラリア | WBO暫定防衛1                                                                                               |
| 28           | 2018年12月22日 | ★    | 12R     | 判定0-3 | ジョシュ・ワーリントン             | イギリス       | IBF世界フェザー級タイトルマッチ                                                                            |
| 29           | 2019年11月30日 | ☆    | 10R     | 判定3-0 | タイラー・マクレアリー             | アメリカ合衆国 | |
| 30           | 2020年8月15日  | ☆    | 7R 1:00 | TKO     | ダレン・トレイナー                 | イギリス       | |
| 31           | 2021年4月3日   | ★    | 6R 1:40 | TKO     | ジャメル・ヘリング                 | アメリカ合衆国 | WBO世界スーパーフェザー級タイトルマッチ                                                                    |
| テンプレート |                |      |         |         |                                    |                | |

## 獲得タイトル
- BBBofCケルトスーパーバンタム級王座
- コモンウェルスイギリス連邦スーパーバンタム級王座
- IBFインターコンチネンタルスーパーバンタム級王座
- EBUヨーロッパスーパーバンタム級王座
- IBF世界スーパーバンタム級王座（防衛3=返上）
- WBA世界スーパーバンタム級スーパー王座（防衛0=剥奪）
- WBA世界フェザー級スーパー王座（防衛0）
- WBO世界フェザー級暫定王座（防衛0）